# Petr Werner
Petr Werner (1955 – 8. prosince 2008) byl český hudebník, zvukový technik a hudební režisér.

## Život a dílo
Petr Werner se narodil v Brně v roce 1955. V 80. letech byl hybatelem brněnské alternativní hudební scény, v Brně od roku 1982 pořádal neoficiální festival Valná hromada. V Babicích nad Svitavou provozoval nahrávací studio Jalovec.
Petr Werner byl označován jako „šestý, neviditelný člen Jablkoně“ a „otec brněnské alternativy“.